# Vittore Benedetto Antonio Trevisan de Saint-Léon
Vittore Benedetto Antonio Trevisan de Saint-Léon (ur. 5 czerwca 1818 w Padwie, zm. 8 kwietnia 1897) – włoski botanik i mykolog.
Był profesorem historii naturalnej w Padwie. Specjalizował się w badaniu roślin zarodnikowych. W 1882 r. został mianowany prezesem Accademia fisio-medica-statistica w Mediolanie.
Opisał nowe taksony roślin i grzybów. W ich naukowych nazwach dodawane jest jego nazwisko Trevis.

## Wybrane publikacje
1. Prospetto della flora euganea, 1842
2. Le alghe del tenere udinese, 1844
3. Nomenclator algarum, ou Collection des noms imposés aux plantes de la famille des algues, 1845
4. Saggio di una monografia delle alghe coccotalle, 1848
5. Caratteri di dodici nuovi generi di licheni, 1853
6. Schema di una nuova classificazione delle epatiche, 1877[3].